# Hans Speckter (Architekt)

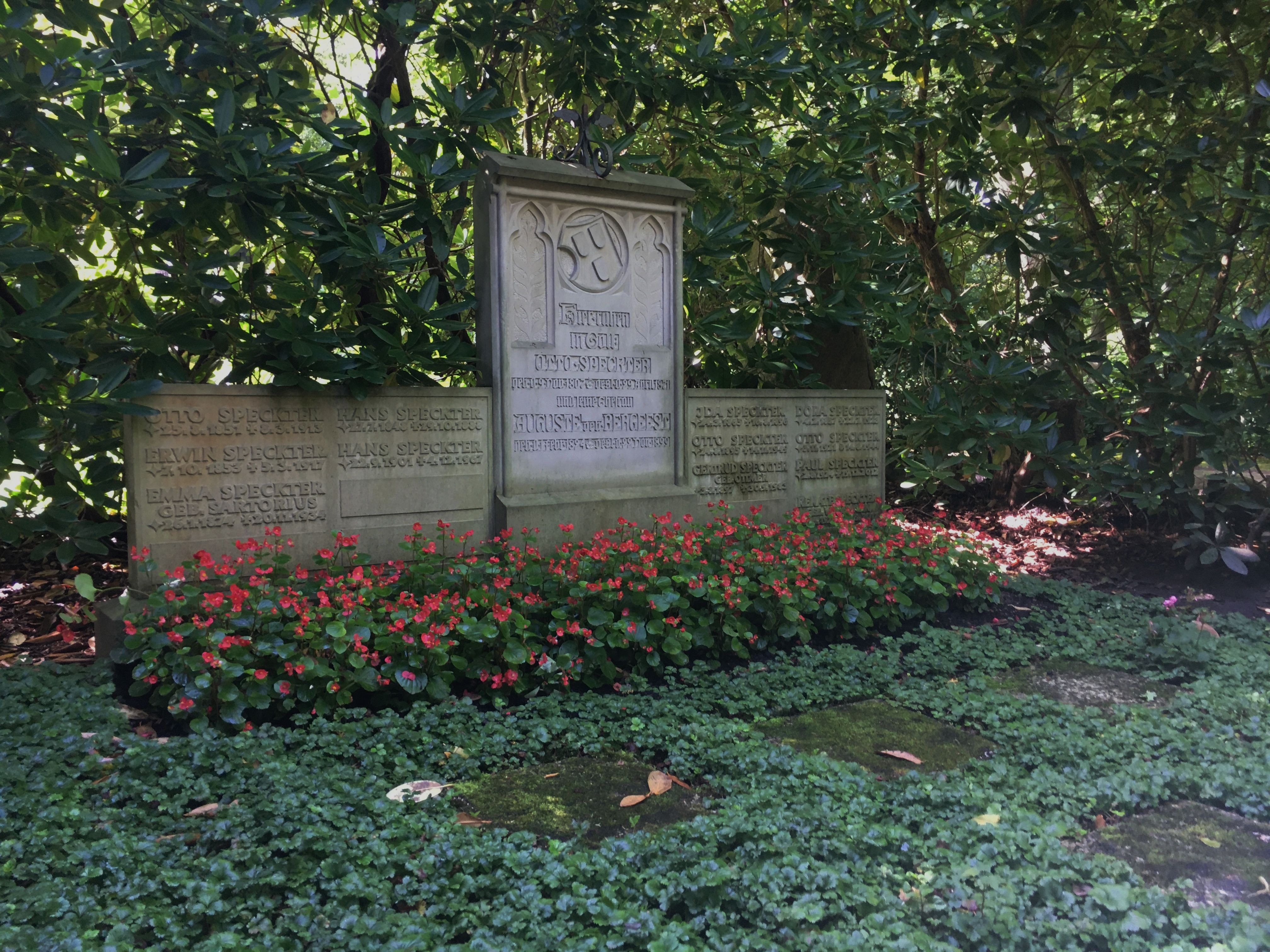
Grabstätte Hans Speckter auf dem Friedhof Ohlsdorf

Hans Erwin Speckter (* 22. September 1901 in Bergedorf; † 4. Dezember 1967 in Hamburg) war ein deutscher Architekt und Ingenieur.

## Leben
Nach dem Abitur, das er am Hansa-Gymnasium Bergedorf ablegte, studierte Hans Speckter von 1920 bis 1925 Architektur an der Technischen Hochschule Hannover. Nach erfolgreichem Abschluss startete er seine berufliche Laufbahn als Stadtplaner in Osnabrück, wo er vor allem für den Landschafts- und Siedlungsbau im Emsland zuständig war. 1936 wirkte Speckter für ein Jahr als Kreisbaurat im Kreis Stormarn, ehe er 1937 als Baurat in die Hamburger Baubehörde wechselte.
Im 2. Weltkrieg nahm Speckter zwischen 1939 und 1943 an den Feldzügen gegen Polen, Frankreich und Russland teil. 1946 wurde er mit Die raumkünstlerische Entwicklung der Stadt Paris seit dem 16. Jahrhundert in Hannover zum Doktor der Ingenieurwissenschaften promoviert. Er wirkte weiterhin in Hamburg und wurde 1949 zunächst zum Oberbaurat ernannt, ab 1952 leitete er das Landungsplanungsamt. Speckter war einer der maßgeblich Beteiligten am Wiederaufbau Hamburgs, insbesondere im Bereich der Innenstadt. Daneben hatte er Einfluss auf die Gestaltung des Alsterwanderweges. 1955 nahm er an der Gründung des Landesplanungsrates Hamburg/Schleswig-Holstein teil. 1964 zum Ersten Baudirektor ernannt, übte er dieses Amt noch bis zum 30. September 1966 aus, ehe er in den Ruhestand ging.

## Familie
Hans Speckter entstammt der Hamburger Künstlerfamilie Speckter. Er war der Urenkel des Lithografen Johannes Michael Speckter und Enkel dessen vierten Kindes Otto. Otto Speckters Sohn Erwin (1853–1917) war das vierte von sieben seiner Kinder und der Vater von Hans Speckter. Er wurde in der Familiengrabstätte auf dem Friedhof Ohlsdorf (Planquadrat X 21) beigesetzt. Speckter war zweimal verheiratet: Am 10. Mai 1930 ehelichte er Hanna Quensell, am 10. April 1947 ging er seine zweite Ehe mit der Malerin Elsbeth Woldmann ein.

## Veröffentlichungen
- 1934: Niedersächsische Baupflege
- 1938: Die Neugestaltung Hamburgs, Verlag Friedrichsen, de Gruyter & Co., Hamburg (mit Harry von Rosen-von Hoewel)
- 1946: Die raumkünstlerische Entwicklung der Stadt Paris seit dem 16. Jahrhundert (Hochschulschrift)
- 1952: Der Wiederaufbau Hamburgs nach dem großen Brande von 1842, Verlag Boysen & Maasch, Hamburg
- 1964: Paris – Städtebau von der Renaissance bis zur Neuzeit, Verlag Callwey, München